# OK Go (álbum)
OK Go es el álbum debut de la banda de rock originaria de Chicago, OK Go. Fue lanzado e 17 de septiembre de 2002 por Capitol Records, y se compone de doce pistas en total. La portada fue creada por el diseñador Stefan Sagmeister.

## Lista de canciones
| OK Go |                                 |          |  |
| N.º   | Título                          | Duración |  |
| 1.    | «Get Over It»                   | 3:16     |  |
| 2.    | «Don't ask me»                  | 2:50     |  |
| 3.    | «You're So Damn Hot»            | 2:36     |  |
| 4.    | «What to Do»                    | 3:58     |  |
| 5.    | «1000 Miles per Hour»           | 3:32     |  |
| 6.    | «Shortly Before the End»        | 4:19     |  |
| 7.    | «Return»                        | 3:49     |  |
| 8.    | «There's a Fire»                | 3:49     |  |
| 9.    | «C-C-C-Cinnamon Lips»           | 3:26     |  |
| 10.   | «The Fix Is In»                 | 3:53     |  |
| 11.   | «Hello, My Treacherous Friends» | 3:29     |  |
| 12.   | «Bye Bye Baby»                  | 2:14     |  |
| 40:43 |                                 |          |  |

## Apariciones en otros medios
«Get Over It» fue incluida en la banda sonora de los videojuegos Triple Play de Béisbol 2002 y Madden NFL 2003. La canción «Don't Ask Me» fue incluida en la banda sonora del videojuego MVP Baseball 2003, y en varios tráileres de Just Friends y Good Luck Chuck (esta última junto a «You're So Damn Hot»), además de formar parte del soundtrack de Catch That Kid. «You're So Damn Hot» fue utilizado en un episodio de The OC. También apareció en un comercial de Payless Shoes en el año 2006 y en el programa de la ABC Castle.

## Créditos
OK Go
- Damian Kulash Jr. – voz principal, guitarra, percusión, programación
- Tim Nordwind – bajo, coros
- Andy Duncan – guitarra, teclado, coros
- Dan Konopka – batería

Producción
- Andrew Slater – productor ejecutivo
- Howard Willing – productor, ingeniero
- Dave Trumfio – productor, ingeniero
- Ted Jensen – mixing, mastering engineer